# Stará tržnice (Bratislava)
Stará tržnice v Bratislavě je technickou památkou. Autorem byl městský inženýr Gyula Laubner. Stavba byla dokončena 31. října 1910 jako městská tržnice a provoz začal hned druhý den. Funkci městské tržnice plnila přes 50 let. Jak tržnice zanikla až v roce 1960. Do roku 1982 sloužil objekt jako televizní studio. Pak patřily prostory resortu kultury. Když je po roce 1990 získalo město zpět, vypsalo mezinárodní soutěž na její rekonstrukci. Tržnice je zrekonstruována do své původní architektonické podoby.